# Giovanni Alberto Agnelli
Giovanni Alberto Agnelli, colloquialmente noto come Giovannino Agnelli (Milano, 19 aprile 1964 – Venaria Reale, 13 dicembre 1997), è stato un imprenditore e dirigente d'azienda italiano.

## Biografia
Appartenente a una delle famiglie più importanti d'Italia già al momento della sua nascita, Giovanni Alberto Agnelli era figlio di Umberto Agnelli e della sua prima moglie, Antonella Bechi Piaggio, erede dell'omonima azienda di motocicli, poi acquisita dagli Agnelli. Risposatisi entrambi i genitori, ebbe diversi fratellastri: da parte del padre ebbe Andrea (1975) e Anna (1977), mentre da parte della  madre ebbe una sorella, Chiara Visconti di Modrone. Nel 1969 frequentò le scuole elementari al Collegio San Giuseppe di Torino, dove avevano studiato tutti gli Agnelli. La madre Antonella si separò dal marito Umberto nel 1974 e portò il figlio con sé ad Atlanta, in Georgia, dove possedeva un allevamento di cani. I genitori si risposarono lo stesso anno: Umberto con la principessa Allegra Caracciolo, cugina di Marella (moglie di Gianni Agnelli), e Antonella con il duca Uberto Visconti di Modrone (parente a sua volta di Marella e Allegra Caracciolo).

Giovannino e il padre Umberto

Negli Stati Uniti studiò alla McCallie School di Chattanooga, nel Tennessee, iscrivendosi poi alla Brown University di Providence, nel Rhode Island, per studiare relazioni internazionali, laureandosi con una tesi sul Medio Oriente.
Nel 1982 tornò in Italia, iniziando a lavorare in FIAT, più precisamente alla Comau di Grugliasco, sotto il falso nome di Giovannino Rossi: proprio il soprannome "Giovannino" resterà a lui legato per sempre, soprattutto a Torino dove veniva così identificato e riconosciuto dai vari omonimi in famiglia. Fu soprannominato anche il Delfino di casa Agnelli, titolo che si riferisce all'usanza dei re di Francia di soprannominare Delfino il primogenito del casato reale ed erede al trono, proprio per rimarcare il fatto che Giovannino era stato riconosciuto pubblicamente come erede dell'azienda di famiglia dall'avvocato Agnelli. Dopo l'università iniziò il servizio militare come carabiniere-paracadutista. Il 21 aprile 1986 entrò nel battaglione Tuscania dell'Arma dei Carabinieri; rimase militare di truppa, non potendo fare il corso per ufficiale di complemento poiché lo Stato italiano non riconosceva il suo titolo di studio statunitense. Lo stesso anno comparve nella campagna pubblicitaria dell'Arma volta a rilanciare il Tuscania col nome di "carabiniere Giovanni".
Destinato dallo stesso zio Gianni a succedergli alla guida della FIAT, il 25 febbraio 1993 venne nominato presidente della controllata Piaggio, quindi il 15 novembre dello stesso anno entrò nel consiglio di amministrazione della casa madre. In Piaggio risollevò le sorti del marchio di motocicli e, tra le altre cose, volle fortemente l'allestimento di un museo aziendale all'interno degli ex stabilimenti; questo, a lui intitolato, aprirà i battenti quattro anni dopo la sua morte. L'obiettivo era di creare un luogo in cui celebrare non tanto il brand ma il lavoro delle persone e l'evoluzione della comunità locale intorno all'azienda, per sostenere l'idea che le persone fossero il cuore pulsante della crescita di ogni realtà.
Nell'azienda di motocicli Agnelli portò diverse innovazioni e si concentrò su una nuova politica di investimenti in materia di nuove tecnologie e formazione. A lui si deve il laboratorio della Scuola Sant'Anna e il primo approccio a un'attività di incubazione d'impresa.
A inizio anni novanta Giovannino Agnelli era attivo anche nella produzione di vino; si deve a lui la riconversione dello Syrah a vitigno di eccellenza.
Nel 1997 convocò una conferenza stampa durante la quale dichiarò di avere un tumore e di essere impegnato in una lotta per sconfiggerlo, rassicurando i giornalisti e affermando che sarebbe riuscito a guarire entro l'estate. Giovannino Agnelli morì il 13 dicembre 1997, a trentatré anni, per una rara forma di tumore all'intestino (leiomiosarcoma), nonostante le cure in centri specializzati negli Stati Uniti.

## Politica imprenditoriale
(Giovanni Alberto Agnelli in occasione del cinquantenario della Vespa, Roma, 19 settembre 1996)
Agnelli è sempre stato interessato alla politica e interlocutore d'eccezione di molti politici, tra cui Walter Veltroni, grazie alle sue idee innovative e alla sua attenzione per l'etica e il benessere delle persone. Viene ricordato come un imprenditore illuminato e impegnato nella vita pubblica, convinto che fare impresa non volesse dire solo creare guadagno ma anche migliorare la vita della comunità. Spesso si è espresso su questioni di materia finanziaria, come ad esempio il divario tra il netto salariale e il lordo, e la legge fiscale italiana. Nella sua attività imprenditoriale è stato tra i primi a lasciare ampio spazio ai valori dell'azienda, a tutelarli e a metterli al primo posto, anticipando i tempi e proiettando l'azienda di famiglia verso uno sviluppo socialmente sostenibile. Fu uno dei primi imprenditori a sostenere che un'azienda per continuare a crescere deve promuovere lo sviluppo del contesto in cui è inserita, quindi del territorio e della comunità locale, con una serie di investimenti mirati e relazioni con le realtà circostanti. Uno degli episodi per cui è ricordato è che  appena arrivato in Piaggio Giovannino aveva fatto redigere un manifesto dei valori dell'azienda in cui tra i primi punti figurava: 

## Vita privata
Il 16 novembre 1996 aveva sposato l'anglo-americana Frances Avery Howe, architetto, conosciuta quand'erano entrambi studenti alla Brown University, dalla quale ebbe la figlia Virginia Asia, nata il 16 settembre 1997.

## Ascendenza
|                            |              |                                                      | Genitori                                                |  |  | Nonni |  |  | Bisnonni         |  |  | Trisnonni       |  |
|                            |              |                                                      |                                                         |  |  |       |  |  | Giovanni Agnelli |  |  | Edoardo Agnelli |  |
|                            |              |                                                      |                                                         |  |  |       |  |  | Giovanni Agnelli |  |  | Edoardo Agnelli |  |
|                            |              | Aniceta Frisetti                                     |                                                         |  |  |       |  |  | Giovanni Agnelli |  |  |                 |  |
| Edoardo Agnelli            |              |                                                      |                                                         |  |  |       |  |  | Giovanni Agnelli |  |  |                 |  |
|                            |              | Clara Boselli                                        | Leopoldo Francesco Primo Boselli                        |  |  |       |  |  |                  |  |  |                 |  |
|                            |              | Clara Boselli                                        | Leopoldo Francesco Primo Boselli                        |  |  |       |  |  |                  |  |  |                 |  |
|                            |              | Clara Boselli                                        | Maddalena Lampugnani                                    |  |  |       |  |  |                  |  |  |                 |  |
| Umberto Agnelli            |              | Clara Boselli                                        |                                                         |  |  |       |  |  |                  |  |  |                 |  |
|                            |              | Carlo Bourbon del Monte, IV principe di San Faustino | Ranieri Bourbon del Monte, III principe di San Faustino |  |  |       |  |  |                  |  |  |                 |  |
|                            |              | Carlo Bourbon del Monte, IV principe di San Faustino | Ranieri Bourbon del Monte, III principe di San Faustino |  |  |       |  |  |                  |  |  |                 |  |
|                            |              | Carlo Bourbon del Monte, IV principe di San Faustino | Maria Francesca Massimo                                 |  |  |       |  |  |                  |  |  |                 |  |
| Virginia Bourbon del Monte |              | Carlo Bourbon del Monte, IV principe di San Faustino |                                                         |  |  |       |  |  |                  |  |  |                 |  |
|                            |              | Jane Allen Campbell                                  | George Washington Campbell Jr.                          |  |  |       |  |  |                  |  |  |                 |  |
|                            |              | Jane Allen Campbell                                  | George Washington Campbell Jr.                          |  |  |       |  |  |                  |  |  |                 |  |
|                            |              | Jane Allen Campbell                                  | Virginia Watson                                         |  |  |       |  |  |                  |  |  |                 |  |
| Giovanni Alberto Agnelli   |              | Jane Allen Campbell                                  |                                                         |  |  |       |  |  |                  |  |  |                 |  |
|                            | Giulio Bechi | Giovanni Bechi                                       |                                                         |  |  |       |  |  |                  |  |  |                 |  |
|                            | Giulio Bechi | Giovanni Bechi                                       |                                                         |  |  |       |  |  |                  |  |  |                 |  |
|                            | Giulio Bechi | Giulia Cortini                                       |                                                         |  |  |       |  |  |                  |  |  |                 |  |
| Alberto Bechi Luserna      | Giulio Bechi |                                                      |                                                         |  |  |       |  |  |                  |  |  |                 |  |
|                            |              | Albertina Luserna                                    | Alberto Luserna                                         |  |  |       |  |  |                  |  |  |                 |  |
|                            |              | Albertina Luserna                                    | Alberto Luserna                                         |  |  |       |  |  |                  |  |  |                 |  |
|                            |              | Albertina Luserna                                    | Ventura Estrázulas y Carvalho                           |  |  |       |  |  |                  |  |  |                 |  |
| Antonella Bechi Piaggio    |              | Albertina Luserna                                    |                                                         |  |  |       |  |  |                  |  |  |                 |  |
|                            |              | Giacomo Antonelli                                    | …                                                       |  |  |       |  |  |                  |  |  |                 |  |
|                            |              | Giacomo Antonelli                                    | …                                                       |  |  |       |  |  |                  |  |  |                 |  |
|                            |              | Giacomo Antonelli                                    | …                                                       |  |  |       |  |  |                  |  |  |                 |  |
| Paola dei conti Antonelli  |              | Giacomo Antonelli                                    |                                                         |  |  |       |  |  |                  |  |  |                 |  |
|                            |              | …                                                    | …                                                       |  |  |       |  |  |                  |  |  |                 |  |
|                            |              | …                                                    | …                                                       |  |  |       |  |  |                  |  |  |                 |  |
|                            |              | …                                                    | …                                                       |  |  |       |  |  |                  |  |  |                 |  |
|                            |              | …                                                    |                                                         |  |  |       |  |  |                  |  |  |                 |  |